# Saint-Maclou (Eure)
Pour les articles homonymes, voir Saint-Maclou.
Saint-Maclou est une commune française située dans le département de l'Eure, en région Normandie.

## Géographie

### Localisation
Saint-Maclou est une commune du nord-ouest du département de l'Eure. Elle se situe dans le nord de la région naturelle du Lieuvin et au sud-ouest de la vallée de la Risle, laquelle marque la limite avec le Roumois. La commune est à 7,5 km à l'ouest de Pont-Audemer, à 28 km au nord-est de Lisieux, à 50 km à l'ouest de Rouen et à 66 km au nord-ouest d'Évreux.
| Boulleville | Boulleville Foulbec               | Foulbec                                    |
| Boulleville | Saint-Maclou                      | Saint-Sulpice-de-Grimbouville Toutainville |
| Le Torpt    | Le Torpt Fort-Moville Triqueville |                                            |

### Hydrographie
La commune est située dans le bassin Seine-Normandie. Elle est drainée par le cours d'eau 01 de la commune de la Torpt et le ruisseau des Godeliers,,.

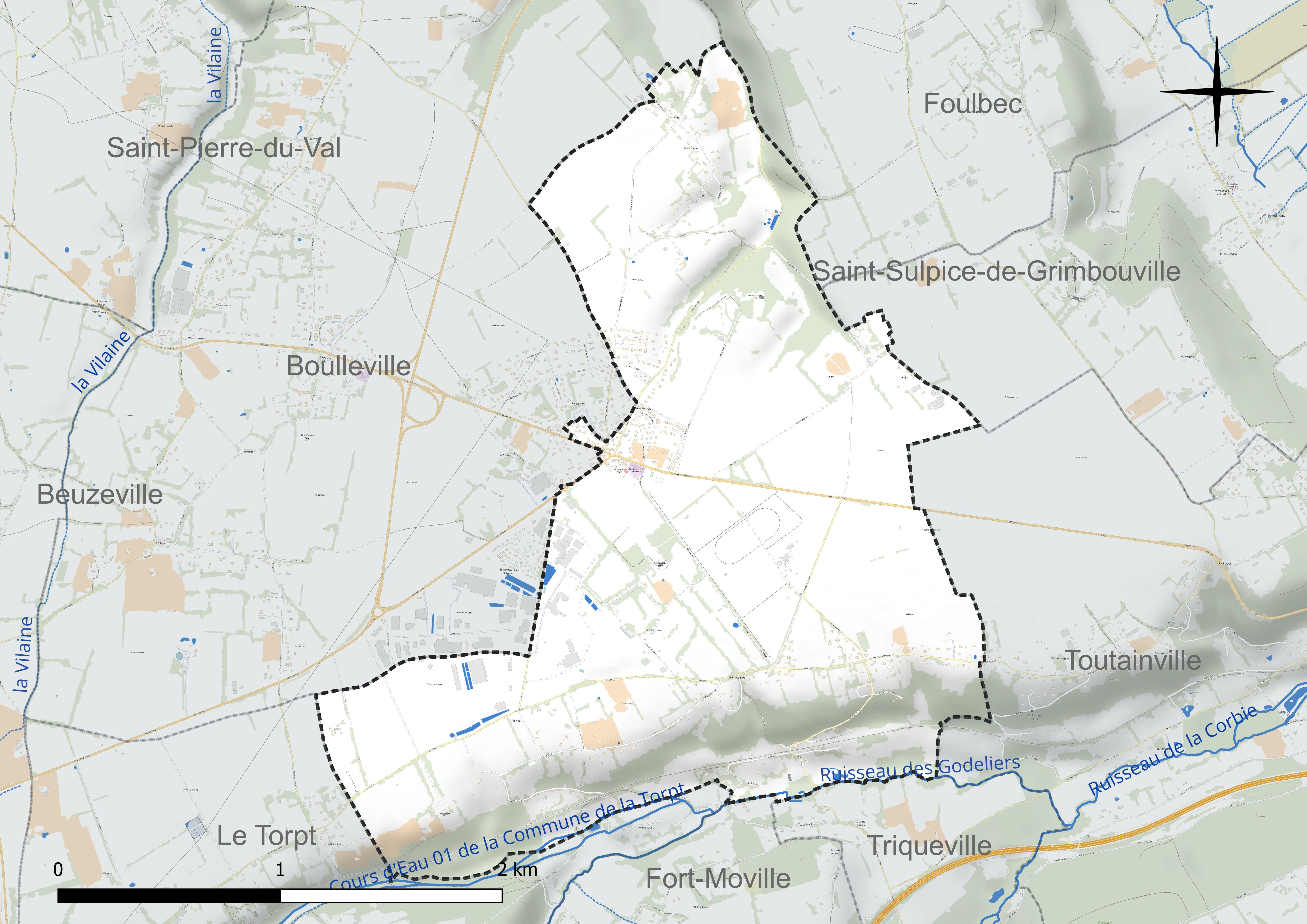
Réseau hydrographique de Saint-Maclou.

### Climat
Pour des articles plus généraux, voir Climat de la Normandie et Climat de l'Eure.
En 2010, le climat de la commune est de type climat océanique franc, selon une étude du CNRS s'appuyant sur une série de données couvrant la période 1971-2000. En 2020, Météo-France publie une typologie des climats de la France métropolitaine dans laquelle la commune est exposée à un climat océanique et est dans la région climatique  Côtes de la Manche orientale, caractérisée par un faible ensoleillement (1 550 h/an) ; forte humidité de l’air (plus de 20 h/jour avec humidité relative > 80 % en hiver), vents forts fréquents. Parallèlement le GIEC normand, un groupe régional d’experts sur le climat, différencie quant à lui, dans une étude de 2020, trois grands types de climats pour la région Normandie, nuancés à une échelle plus fine par les facteurs géographiques locaux. La commune est, selon ce zonage, exposée à un « climat contrasté des collines », correspondant au Pays d’Auge, Lieuvin et Roumois, moins directement soumis aux flux océaniques et connaissant toutefois des précipitations assez marquées en raison des reliefs collinaires qui favorisent leur formation.
Pour la période 1971-2000, la température annuelle moyenne est de 10,2 °C, avec  une amplitude thermique annuelle de 12,8 °C. Le cumul annuel moyen de précipitations est de 951 mm, avec 12,9 jours de précipitations en janvier et 8,9 jours en juillet. Pour la période 1991-2020, la température moyenne annuelle observée sur la station météorologique la plus proche, située sur la commune de Boulleville à 1 km à vol d'oiseau, est de 11,3 °C et le cumul annuel moyen de précipitations est de 851,2 mm,. Pour l'avenir, les paramètres climatiques de la commune estimés pour 2050 selon différents scénarios d’émission de gaz à effet de serre sont consultables sur un site dédié publié par Météo-France en novembre 2022.

## Urbanisme

### Typologie
Au 1er janvier 2024, Saint-Maclou est catégorisée bourg rural, selon la nouvelle grille communale de densité à 7 niveaux définie par l'Insee en 2022.
Elle appartient à l'unité urbaine de Pont-Audemer, une agglomération intra-départementale dont elle est une commune de la banlieue,. Par ailleurs la commune fait partie de l'aire d'attraction du Havre, dont elle est une commune de la couronne,. Cette aire, qui regroupe 116 communes, est catégorisée dans les aires de 200 000 à moins de 700 000 habitants,.

### Occupation des sols
L'occupation des sols de la commune, telle qu'elle ressort de la base de données européenne d’occupation biophysique des sols Corine Land Cover (CLC), est marquée par l'importance des territoires agricoles (71,3 % en 2018), en diminution par rapport à 1990 (87 %). La répartition détaillée en 2018 est la suivante : 
prairies (45,3 %), terres arables (25,8 %), forêts (9,7 %), espaces verts artificialisés, non agricoles (8,8 %), zones industrielles ou commerciales et réseaux de communication (6,8 %), zones urbanisées (3,5 %), zones agricoles hétérogènes (0,2 %). L'évolution de l’occupation des sols de la commune et de ses infrastructures peut être observée sur les différentes représentations cartographiques du territoire : la carte de Cassini (XVIIIe siècle), la carte d'état-major (1820-1866) et les cartes ou photos aériennes de l'IGN pour la période actuelle (1950 à aujourd'hui).

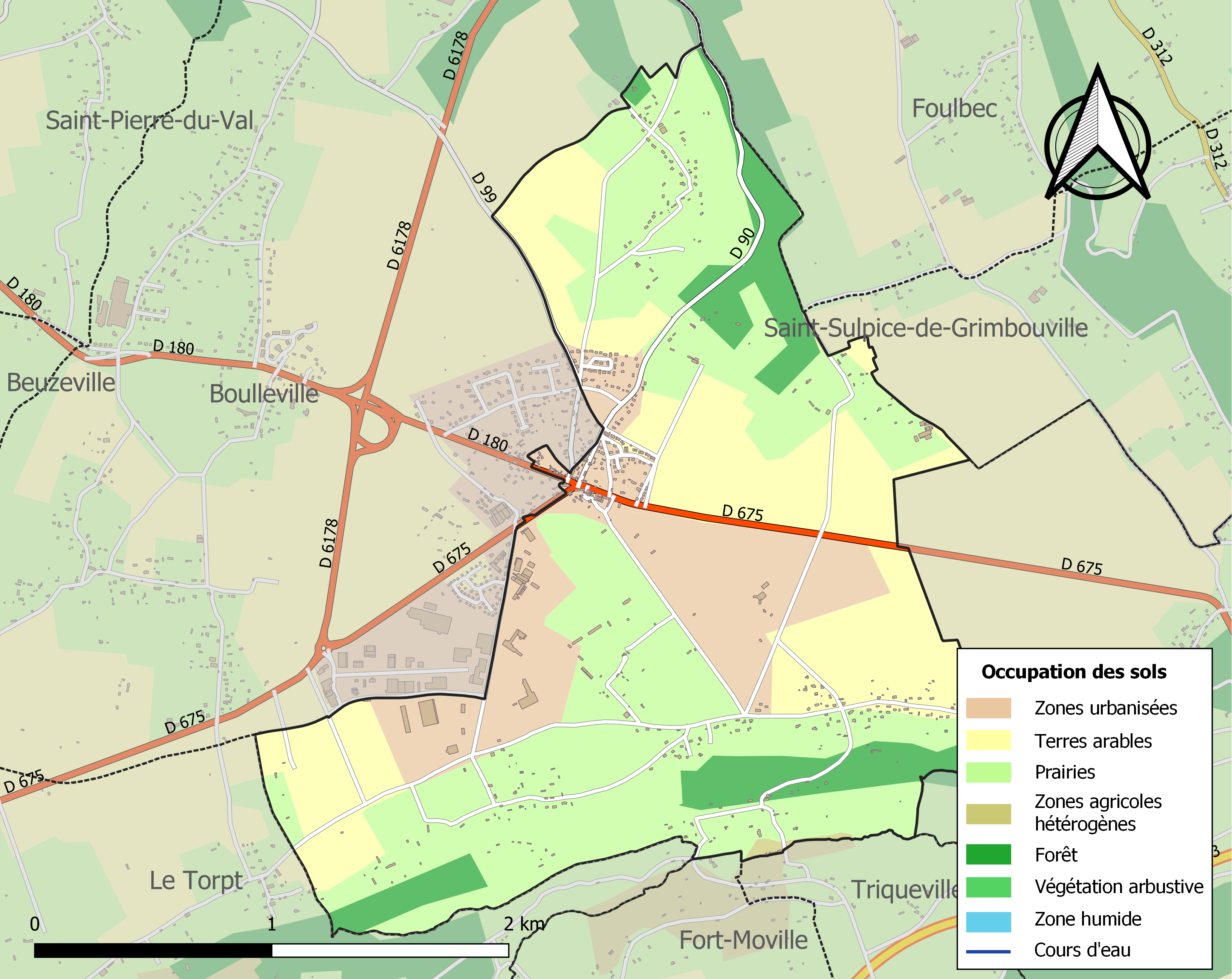
Carte des infrastructures et de l'occupation des sols de la commune en 2018 (CLC).

## Toponymie
Le nom de la localité est attesté sous la forme Sanctus Macutus et Sanctus Macutus de campania (p. de Lisieux) au XIIIe siècle, Saint Macloud en 1754 (L. P.), Saint Maclou de la Campagne en 1782 (Dict. des postes).
Saint-Maclou est un hagiotoponyme, il s'agit de l'hagionyme de saint Malo, ancien évêque d'Aleth (près de Saint-Malo).
Maclou est une forme ancienne, utilisée en Haute-Normandie.

## Politique et administration
| Période                                  | Période  | Identité           | Étiquette | Qualité   |
| ---------------------------------------- | -------- | ------------------ | --------- | --------- |
| avant 1981                               | 2014     | Yves Bouloche      | ...       |           |
| 2014                                     | En cours | Marie-Odile Kolacz | UDI       | Retraitée |
| Les données manquantes sont à compléter. |          |                    |           |           |

## Population et société

### Démographie
L'évolution du nombre d'habitants est connue à travers les recensements de la population effectués dans la commune depuis 1793. Pour les communes de moins de 10 000 habitants, une enquête de recensement portant sur toute la population est réalisée tous les cinq ans, les populations de référence des années intermédiaires étant quant à elles estimées par interpolation ou extrapolation. Pour la commune, le premier recensement exhaustif entrant dans le cadre du nouveau dispositif a été réalisé en 2008.

En 2022, la commune comptait 667 habitants, en évolution de +8,1 % par rapport à 2016 (Eure : −0,25 %, France hors Mayotte : +2,11 %).
| 1793 | 1800 | 1806 | 1821 | 1831 | 1836 | 1841 | 1846 | 1851 |
| ---- | ---- | ---- | ---- | ---- | ---- | ---- | ---- | ---- |
| 498  | 332  | 506  | 532  | 580  | 692  | 607  | 701  | 666  |

| 1856 | 1861 | 1866 | 1872 | 1876 | 1881 | 1886 | 1891 | 1896 |
| ---- | ---- | ---- | ---- | ---- | ---- | ---- | ---- | ---- |
| 627  | 624  | 570  | 547  | 517  | 521  | 511  | 444  | 424  |

| 1901 | 1906 | 1911 | 1921 | 1926 | 1931 | 1936 | 1946 | 1954 |
| ---- | ---- | ---- | ---- | ---- | ---- | ---- | ---- | ---- |
| 457  | 386  | 407  | 383  | 384  | 375  | 323  | 329  | 313  |

| 1962 | 1968 | 1975 | 1982 | 1990 | 1999 | 2006 | 2008 | 2013 |
| ---- | ---- | ---- | ---- | ---- | ---- | ---- | ---- | ---- |
| 307  | 276  | 295  | 416  | 458  | 463  | 532  | 552  | 590  |

| 2018 | 2022 | - | - | - | - | - | - | - |
| ---- | ---- | - | - | - | - | - | - | - |
| 637  | 667  | - | - | - | - | - | - | - |

## Culture locale et patrimoine

### Lieux et monuments

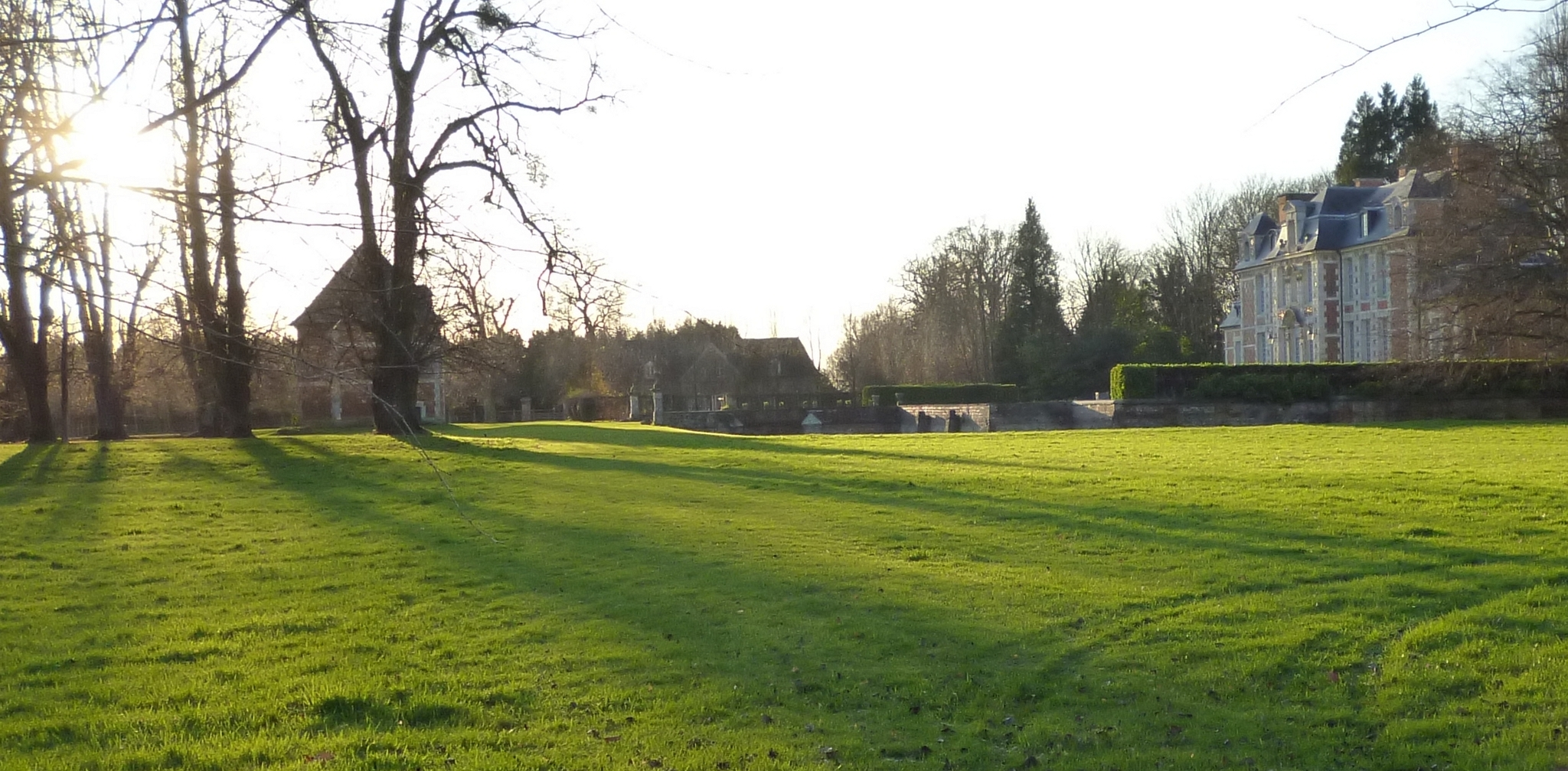
Le château de Saint-Maclou.

Saint-Maclou compte trois édifices inscrits au titre des monuments historiques :
- le château de Saint-Maclou (XVIIe),  Inscrit MH (1977)[31],[32].
- la croix, place de l'Église, route de Beuzeville, des XIIe et XIIIe siècles,  Inscrite MH (1953)[33] ;
- l'église Saint-Maclou (XIe),  Inscrit MH (1953)[34]. Seule la tour du clocher, à l'exception de la flèche, est concernée par cette inscription.

L'église Saint-Maclou
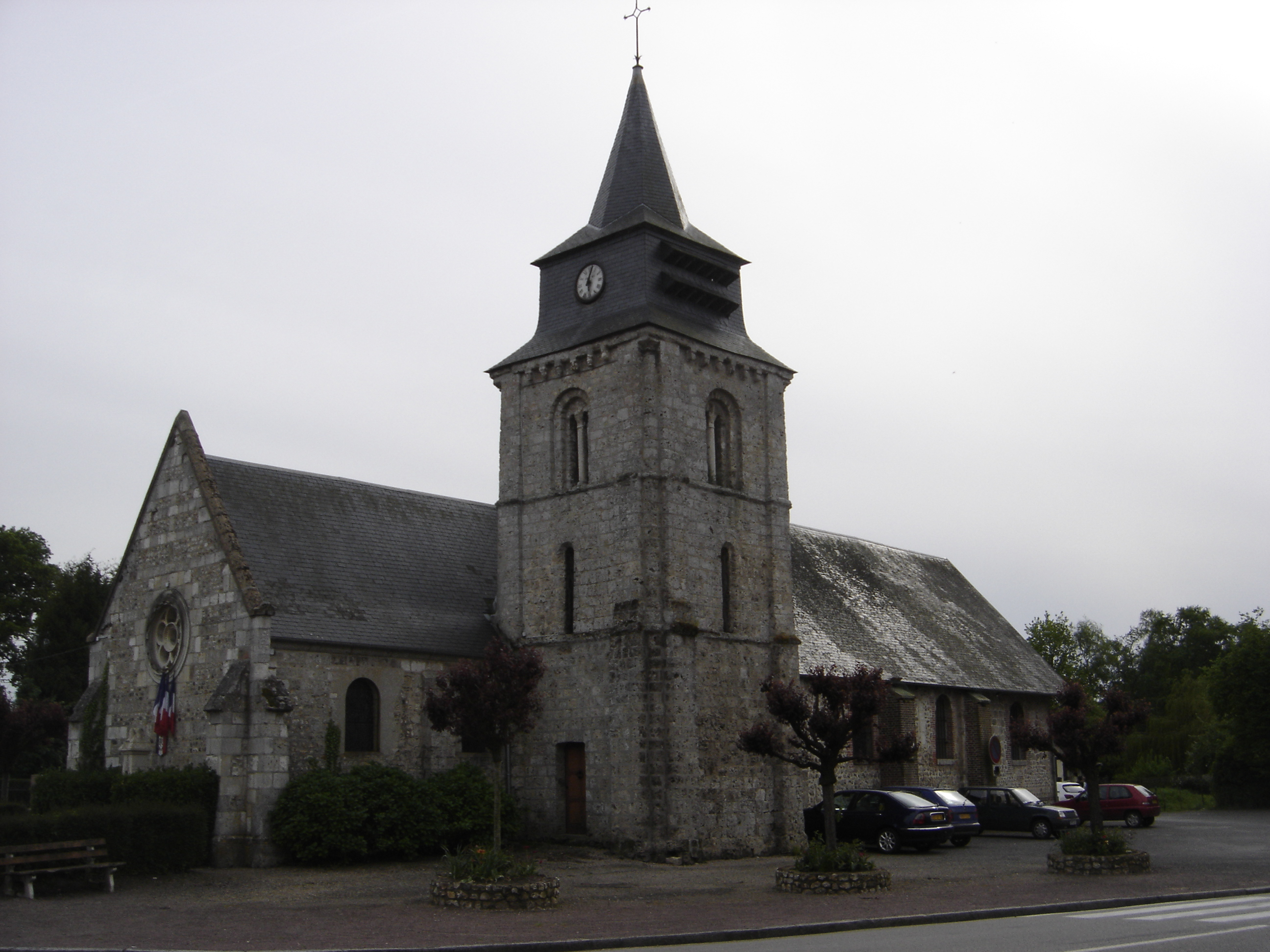
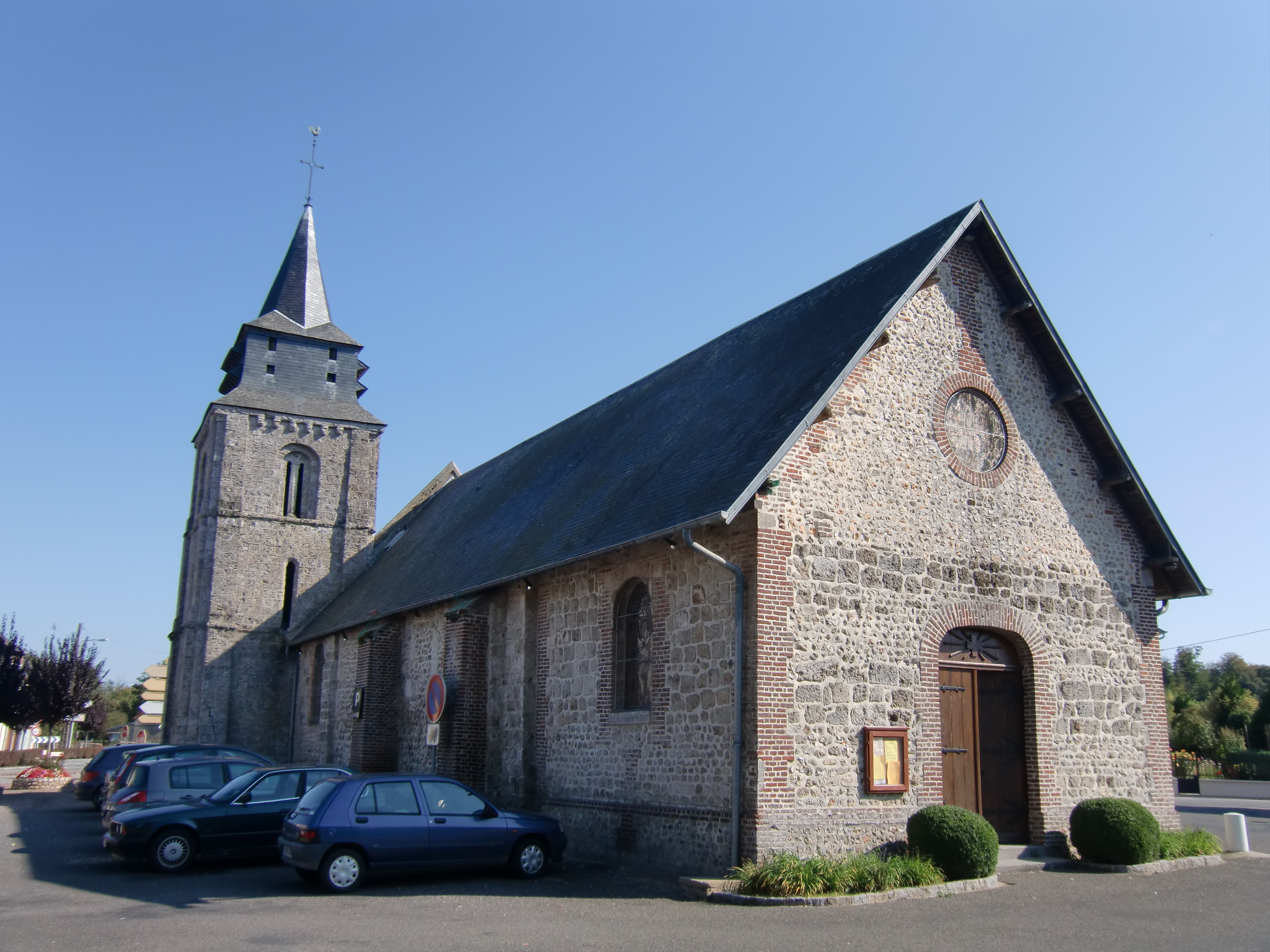
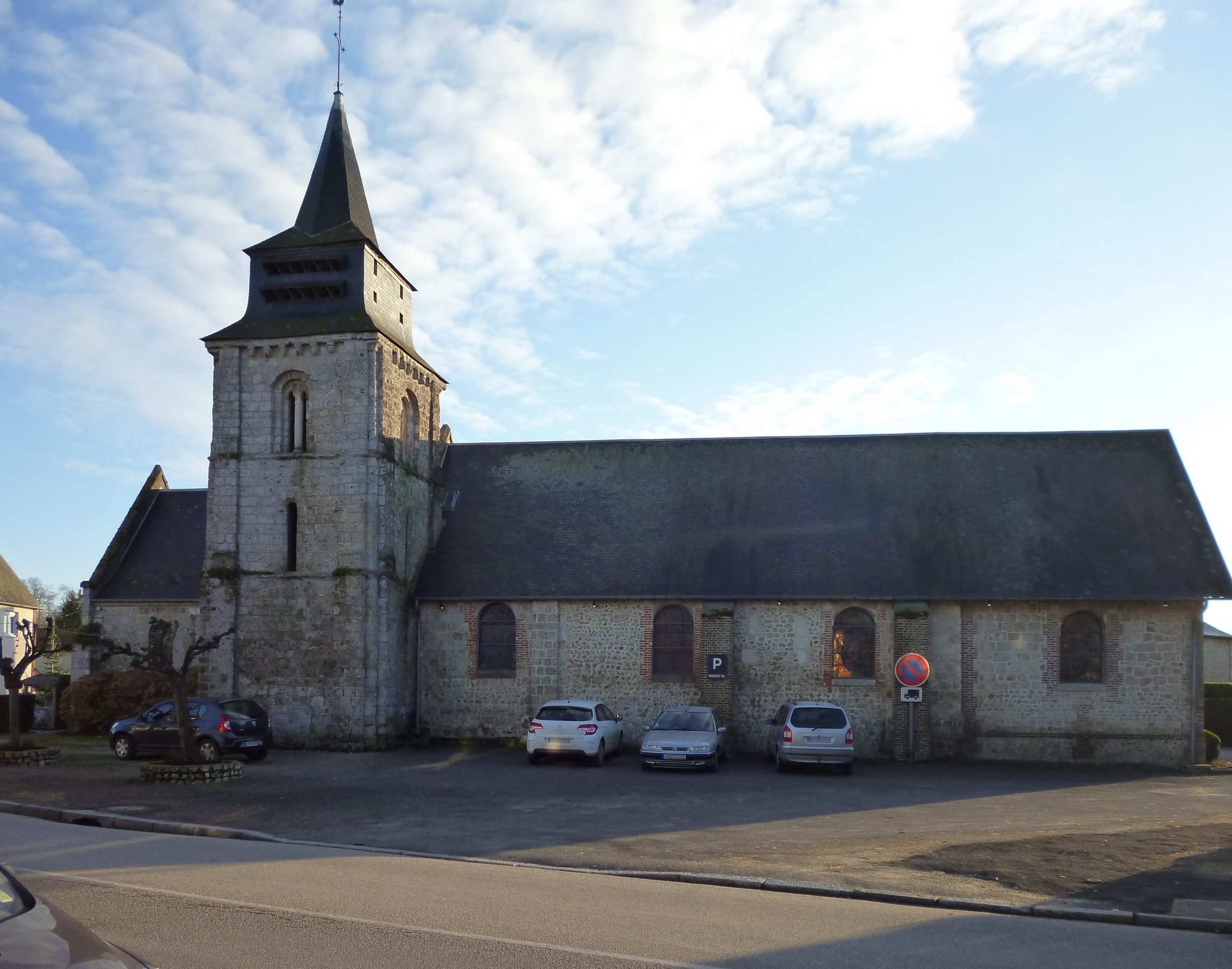
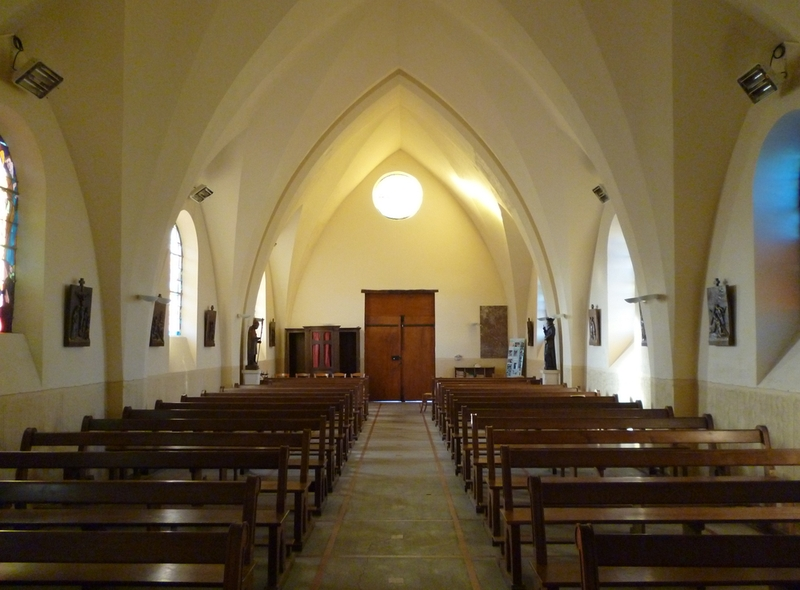

Par ailleurs, la commune compte sur son territoire plusieurs monuments inscrits à l'Inventaire général du patrimoine culturel :
- le parc du château de Saint-Maclou[35] ;
- le château du Mont-Gouje (XIXe)[36]. D'inspiration nettement palladienne (vers 1830), au cœur d'un petit mais coquet parc à l'anglaise soigneusement entretenu ;
- un château du XVIIe, du XVIIIe et du XIXe siècle au lieu-dit le Mont[37]. Construit en brique et en pierre, c'est un autre château de la famille de Giverville, annoncé par une belle avenue de hêtres. Il fut restauré dans les années 1960 ;
- une filature de coton (XIXe) au lieu-dit la Fosse[38]. Créée pour M. Fauquet en 1833, cette filature utilise la force hydraulique et la vapeur. Avant 1839, un bâtiment supplémentaire est construit pour les métiers. L'activité finit par cesser vers 1886. Le bâtiment situé sur la rivière des Godeliers a été reconstruit dans le dernier quart du XIXe siècle pour une usine de fibres de bois avec école privée citée en 1882, transformée en chapelle, aujourd'hui désaffectée.

### Patrimoine naturel

#### ZNIEFF de type 2
- La basse vallée de la Risle et les vallées conséquentes de Pont-Audemer à la Seine[39].

## Personnalités liées à la commune
En 1664 Alexandre Le Bas, écuyer, sr de Montgouge, âgé de 36 ans et son complice Robert Le Goueslier, écuyer sr de Vaudor, âgé de 36 ans, bénéficièrent du privilège de Saint Romain, qui permettait au chapitre de la cathédrale de Rouen de libérer chaque année un meurtrier le jour de l'Ascension.
« Ils avaient tué, de complicité, dans la ville de Pont L'Evêque, près de la chapelle de l'hôpital, un sieur de La Tour, archer du vibailli (vice-bailli) de Rouen, qui les insultait ».